# Labidostomis humeralis
Labidostomis humeralis là một loài bọ cánh cứng trong họ Chrysomelidae. Loài này được D.H. Schneider miêu tả khoa học năm 1792.